# Svetlana Broz
Svetlana Broz, bosanska pisateljica in zdravnica, * 7. julij 1955, Beograd, SR Srbija, SFRJ, † 22. marec 2025, Beograd, Srbija.
Svetlana Broz je bila bosanska pisateljica in zdravnica, specializirana za kardiologijo. Bila je vnukinja jugoslovanskega voditelja Josipa Broza Tita.

## Biografija
Svetlana Broz se je rodila 7. julija 1955 v Beogradu, takratnem glavnem mestu Jugoslavije (danes glavno mesto Srbije), kot najmlajši otrok Žarka Leona Broza (1924–1995), najstarejšega sina Josipa Broza Tita in Zlate Jelinek-Broz iz Tuzle. Kot najstnica je  med letoma 1970 in 1975 delala kot svobodna novinarka; številni njeni članki in intervjuji objavljenih v časopisih in revijah.
Leta 1980 je diplomirala na Medicinski fakulteti v Beogradu, od leta 1981 do 1999 je delala kot kardiologinja na Vojaško-medicinski akademiji v Beogradu. Ob izbruhu vojne v Bosni in Hercegovini leta 1992 se je kot prostovoljka javila za delo na območjih grozodejstev. Njeni pacienti so ji pogosto pripovedovali, kako so preživeli le zaradi posameznikov, ki so imeli pogum upreti se etničnemu nasilju, ki so ga izvajali pripadniki njihove lastne etnične skupine. Zato je januarja 1993 začela zbirati intervjuje za knjigo, ki opisuje te človeške izkušnje med bosansko vojno. Knjiga je leta 1999 izšla v Bosni in Hercegovini z naslovom Dobri ljudi u vremenu zla, leta 2003 pa v ZDA z naslovom Good People in an Evil Time.
Leta 2000 se je za stalno preselila v Sarajevo v Bosno in Hercegovino. Razlog za to je pojasnila v intervjuju za bosanski dnevni časopis Nezavisne novine leta 2005: "Po intervenciji NATA sem se preselila v Sarajevo. Pred dvajsetimi leti je bil Beograd evropska metropola, mesto, ki sem ga imela zelo rada. Na žalost je to mesto na nek način izgubilo svojo dušo. Sarajevo je kljub štiriletnemu obleganju ohranilo svojo dušo nedotaknjeno. Ljubim Bosno in Hercegovino, čutim, da je to moja domovina, lani sem celo postala njena državljanka."
Svetlana Broz je umrla v Beogradu 22. marca 2025 v starosti 69 let.

## Kariera
Svetlana Broz je vodila lokalno podružnico nevladne organizacije Gardens of the Righteous Worldwide (GARIWO). Ustanovila je program "Izobraževanje za državljanski pogum", serije seminarjev, namenjenih mladim z vsega Balkana, s ciljem kako se zoperstaviti korupciji ter družbeni in politični razklanosti. Leta 2007 je organizacija začela z raziskavami in pripravami za ustanovitev Centra za državljanski pogum v Bosni in Hercegovini.
Od leta 2001 je vodila organizacijo GARIWO Sarajevo, ki je delovala kot podružnica italijanske neprofitne organizacije Gardens of the Righteous Worldwide. Osrednji projekt te organizacije je bilo izobraževanje o državljanskem pogumu.
Po umoru njenega kolega njenega kolega in direktorja Poletne šole državljanskega poguma, profesor Duško Kondor, 22. februarja 2007, je v njegov spomin ustanovila nagrado Duško Kondor za državljanski pogum. V 6 letih obstoja je to nagrado prejelo 30 nagrajencev. Da je nagrada dobila pravi pomen, je pripravila več kot 40 dokumentarnih filmov o dobitnikih nagrade.
Organizirala je predavanja ter uredila in izdala 14 knjig o državljanskem pogumu, ki so bile prevedene iz različnih jezikov.
Napisala je dve knjigi: 
- Dobri ljudje v času zla – portreti ljudi, ki so med bosansko vojno pomagali drugim. Imela sedem ponatisov in bila prevedena v šest svetovnih jezikov.[10]

- Imeti, kar je potrebno – zbirka esejev o državljanskem pogumu.

Njeno delo je bilo mednarodno priznano zaradi inovativnega izobraževalnega pristopa. Predavala je na 52 ameriških univerzah in na 80 evropskih univerzah.

## Nagrade in priznanja
Leta 2011 jo je francoski predsednik Nicolas Sarkozy odlikoval z nacionalnim redom za zasluge Ordre National du Merite.
Bila je častna občanka Tuzle v Bosni in Hercegovini, rojstnega kraja njene matere. Leta 2007 ji je Centro Educativo Italo Svizzero iz Riminija v Italiji podelil nagrado La Bussola dell' Educazione "Margherita Zoebeli"; leta 2003 ji je mestna uprava Milana v Italiji podelila L'Ambrogino d'Oro in ji posvetila drevo in spominski kamen v Svetovnem vrtu pravičnih.

## Dela
- Dobri ljudje v času zla, 2002
- Having What It Takes: Essays on Civil Courage, 2006
- Pravičniki iz Ruande med pozabo in spravo
- Galaksija Gojer
- Moji